# Safouane Attaf
Safouane Attaf (ar. صفوان عطاف ;ur. 9 marca 1984) – marokański judoka. Dwukrotny olimpijczyk. Zajął siedemnaste miejsce w Pekinie 2008 i dziewiąte w Londynie 2012. Walczył w wadze półśredniej.
Uczestnik mistrzostw świata w 2003, 2005, 2007, 2009, 2010, 2011, 2013. Startował w Pucharze Świata w 2011, 2012 i 2015. Brązowy medalista igrzysk śródziemnomorskich w 2005 i 2009. Zdobył dziesięć medali na mistrzostwach Afryki w latach 2001 – 2014; trzeci w 2004. Złoty medalista igrzysk frankofońskich w 2009; drugi w 2005. Wygrał igrzyska panarabskie w 2011, ale został zdyskwalifikowany za doping.

## Letnie Igrzyska Olimpijskie 2008
| Konkurencja | Eliminacje                | Eliminacje          | Klas. końcowa |
| Konkurencja | Przeciwnik I              | Przeciwnik II       | Miejsce       |
| ----------- | ------------------------- | ------------------- | ------------- |
| 81 kg       | Alibiek Baszkajew (RUS) Z | Euan Burton (GBR) P | 17.           |

## Letnie Igrzyska Olimpijskie 2012
| Konkurencja | Eliminacje          | Eliminacje                | Klas. końcowa |
| Konkurencja | Przeciwnik I        | Przeciwnik II             | Miejsce       |
| ----------- | ------------------- | ------------------------- | ------------- |
| 81 kg       | Liva Saryee (LBR) Z | Leandro Guilheiro (BRA) P | 9.            |